# 財賀寺
財賀寺（ざいかじ）は、愛知県豊川市財賀町観音山にある、高野山真言宗の寺院。本尊は千手観音。観音山の中腹から山麓にかけて伽藍が展開する山寺である。国の重要文化財に指定された平安後期の金剛力士（仁王）立像で知られる。

## 歴史

### 財賀寺の創建～古代
創建の時期や事情は定かでないが、寛政12年成立の『三河国陀羅尼山略縁起』によれば、神亀元年（724年）、聖武天皇の勅願により行基が本尊千手観音並びに脇侍二十八部衆を自ら刻んで開創、弘仁年中には空海が「陀羅尼山蘇悉地院財賀寺」として中興し真言密教の寺となったという。『縁起』の内容はそのまま史実とは断定できないが、現存する金剛力士（仁王）立像は平安時代後期、11世紀末～12世紀初にさかのぼる作で、この頃にはかなりの寺観が整っていたものと思われる。
平安中期の三河守大江定基は三河国に赴任中、愛妾力寿と死別したことをきっかけに世の無常を感じ出家し寂照と号したとの説話が『三国伝記』などに載るが、寺伝ではこの定基の念持仏が財賀寺文殊堂に伝わる文殊菩薩(秘仏)であるとされる。また、定基が力寿を弔う為に建立したとされる力寿山舌根寺は財賀寺の南方約1kmの地にあり財賀寺末寺となっていたが、宝暦年間に廃絶し、舌根寺参道には財賀寺の僧昶如によって安永5年（1776年）に建てられた石碑が残る。

### 中世の財賀寺
『縁起』によれば当初「鉢形ノ峯」山頂にあった堂宇が頽廃するに及び、征夷大将軍源頼朝が建久年中「今宮」に堂地を移し再建したとする。また、近世の地誌『三河刪補松』 は源範頼が三河守の時、鎌倉幕府の有力御家人で三河守護にもなった安達盛長が監督して造営した「三河七御堂」の一つとして財賀寺観音堂を挙げている。
中世財賀寺の活動を伝えるより確実な史料としては、岡崎市にある天台宗滝山寺に伝わる『滝山寺縁起』(14世紀初頭成立、近世の写本が伝存)が挙げられる。それによると、嘉禄元年（1225年）の滝山寺本堂再建の落成供養の請僧として、船形寺(現在の普門寺 (豊橋市))や鳳来寺(新城市)と並んで財賀寺大音坊が記され、これら当時有力な顕密寺院の間で交流があったことが知られる。
12世紀末には背後の観音山山頂に観音山経塚が築かれたほか、旧境内からは鎌倉時代後期の密教法具の銅製飲食器（おんじきき） も出土するなど、平安時代末から鎌倉時代にかけての財賀寺の隆盛は出土品からも窺われる。そして、12世紀代の経塚造営に始まる財賀寺旧境内の中世墓群の展開は、かつて出土した多数の蔵骨器や石塔の年代などから、戦国期までその造営が継続していたと推定され、東谷を中心とする中世墓群の規模の大きさから、当時、財賀寺が納骨供養を旨とする霊地・霊場であった可能性も指摘されている。
南北朝～室町時代では康暦2年（1380年）の豊川市白鳥神社所蔵大般若経、応永2年（1395年）の石巻神社所蔵大般若経にそれぞれ財賀寺内の坊で書写されたものが含まれるほか、寺蔵の大般若経には応永12、13、27年に書写されたものが含まれる。先述の『滝山寺縁起』にある「財賀寺大音坊」に加え、これらの大般若経奥書には「財賀寺東谷得明坊」「財賀寺西谷慈親坊」といった表現が見られることから、西谷・東谷といった「谷」組織と多数の坊院群が存在していたことが窺え、これは同時期の真福寺 (岡崎市)などと同様、中世山寺の山内組織を示す一例と考えられている。
なお現在、財賀寺は高野山真言宗に属し、『縁起』にも弘法大師による中興が説かれるが、嘉慶元年（1387年）の「葛川惠光院文書某証文」の中に「山門惠光院末寺三河國財賀寺」との記載があり、山門とは比叡山延暦寺を指すことから、この当時、財賀寺は天台宗寺院であったと考えられている。このことは、同寺に現存する宝冠阿弥陀如来坐像(平安末～鎌倉初、愛知県指定文化財)が天台宗常行三昧堂の本尊の形式であることからも窺える。
永禄3年（1560年）に財賀寺の寺領と権限を安堵した今川氏真判物によれば、「八幡供僧国分寺供僧七仏供僧一宮供僧惣社供僧稲束供僧平尾山王供僧」が財賀寺の所属とされている。供僧とは寺院において神仏に供奉(給仕）する僧を指し、住坊や田畑を持つことが許されていた。中世後期には、財賀寺からこうした供僧が諸施設に派遣されたか、坊院に所属する僧がこうした諸施設の供僧を兼ねていたと推定され、当時の東三河平野部の豊川右岸域において財賀寺が一定の宗教的な勢力を保持した証と考えられる。加えて、一宮（砥鹿神社）や国分寺（十六世紀初頭に再興された三河国分寺）、八幡宮、総社とのつながりから、中世後期に三河牧野氏を有力檀越に迎える以前の財賀寺には、近在の国衙勢力が関与していた可能性も指摘されている。

### 戦国期～近世の財賀寺
中世には隆盛を極めた財賀寺であったが、戦国期にかけて度々兵火に悩まされ、応仁の乱の際には100余りあった院坊の大半が焼失、山外に擁していた数百の末寺も離散した。文明4年（1472年）、三河国宝飯郡周辺を治めていた牧野古白が「今宮」から現在地に本堂を移転して再建。同じ頃には現存の仁王門（国の重要文化財）が建立された。以後、三河牧野氏をはじめ、今川氏や徳川氏の庇護を受け、特に徳川家康は朱印160石余り、山林36町余りを寄進、これにより寺は10万石の格式に列した。
なおこの時期、財賀寺の一子院真如坊と桜井寺 (岡崎市)との間で白山先達職を巡って争いがあったことが知られ、今川義元が牛久保領内の同職を真如坊に与えた文書が寺に伝わるが、最終的には桜井寺が同職を得た。
近世には前述の家康から与えられた寺領、山林を基盤として存続したが、度々火災に見舞われ堂宇を焼失している。寺蔵記録では東照宮や弁天堂があったことが記されるが、現存しない。現存する本堂は文政6年、文殊堂は安政6年の再建で、寛政12年には三十三観音堂が建立された。鎮守社の八所神社は享保9年に本殿、文政9年に拝殿が再建され、現在する。

### 近現代の財賀寺
明治には寺社領上地令などにより経済的に困窮したが、廃絶は免れ、高野山真言宗寺院として存続している。
平成10年（1998年）には国の重要文化財の仁王門の修理が完了し、同じく国の重要文化財で先に修復が済んでいた金剛力士立像が寄託先の奈良国立博物館から戻され納められた。この際当時の横綱貴乃花による土俵入り奉納が行われた。
かつては本堂エリアに大師堂が存在したが、老朽化のため解体された。
令和6年（2024年）には寺伝による開創から1300年の節目を迎えるため、平成27年から同年にかけて本堂内陣に安置されている木造観音二十八部衆立像（豊川市指定文化財）が京都の美術院国宝修理所で修理されたほか、文殊堂の屋根葺き替えや駐車場等の整備も行われた。この事業のPRも兼ねて、前立本尊の千手観音立像（文化財未指定）を市内各所の施設、企業等に出張展示する企画が展開されている。
令和6年（2024年）10月12日、高野山真言宗総本山金剛峯寺より長谷部真道管長猊下を導師に迎え、開創1300年記念法要が行われた。同日より11月4日まで秘仏である本尊の千手観音立像と文殊菩薩像が開帳されたほか、修理を終えた眷属二十八部衆像が本堂外陣で公開された。

## 伽藍
現存する堂宇は本堂・文殊堂及び本坊・仁王門の三つのエリアに分散して所在し、それぞれが参道で結ばれる。

### 本堂 （登録有形文化財）
現存するものは近世後期の文政6年（1823年）、棟梁岡田五左衛門による再建。木造平屋建、銅板葺。東海地方における近世密教系仏堂として有数の規模を持つ。内陣と外陣を格子によって隔て、内陣壇上の厨子（国の重要文化財）に本尊千手観音(秘仏)を納めるほか、眷属である二十八部衆像（豊川市指定文化財）、宝冠阿弥陀如来坐像（愛知県指定文化財）などを安置する。毎年正月3日にはお田植祭りが行われるほか、3月末の智恵文殊まつり、5月3日の大財栄講、8月13日の万灯会、11月3日の秋の大法要などの行事の際には参加者に内陣が開放される。

### 文殊堂（登録有形文化財）
安政6年（1859年）の再建。木造平屋建、瓦葺。棟梁は本堂と同じく岡田五左衛門。歴史の項で述べた大江定基ゆかりの文殊菩薩(秘仏)のほか、五大明王像、地蔵菩薩立像（ともに豊川市指定文化財）を安置する。護摩堂として用いられ、毎月25日（3月のみ最終日曜日の大祭）の文殊菩薩縁日には護摩祈祷が修される。

### 仁王門（国の重要文化財）
文化財の項を参照。

## 文化財

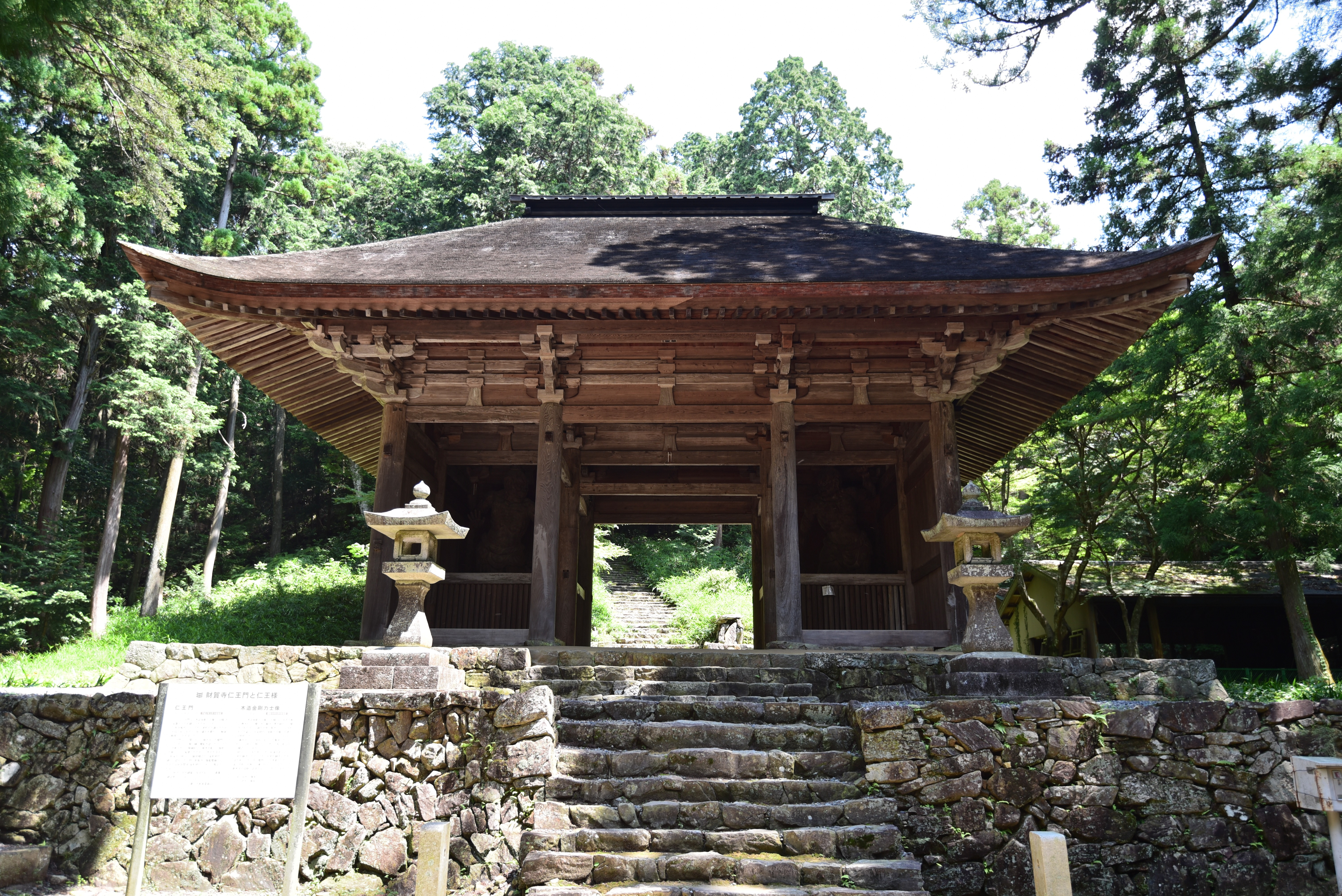
仁王門（重要文化財）

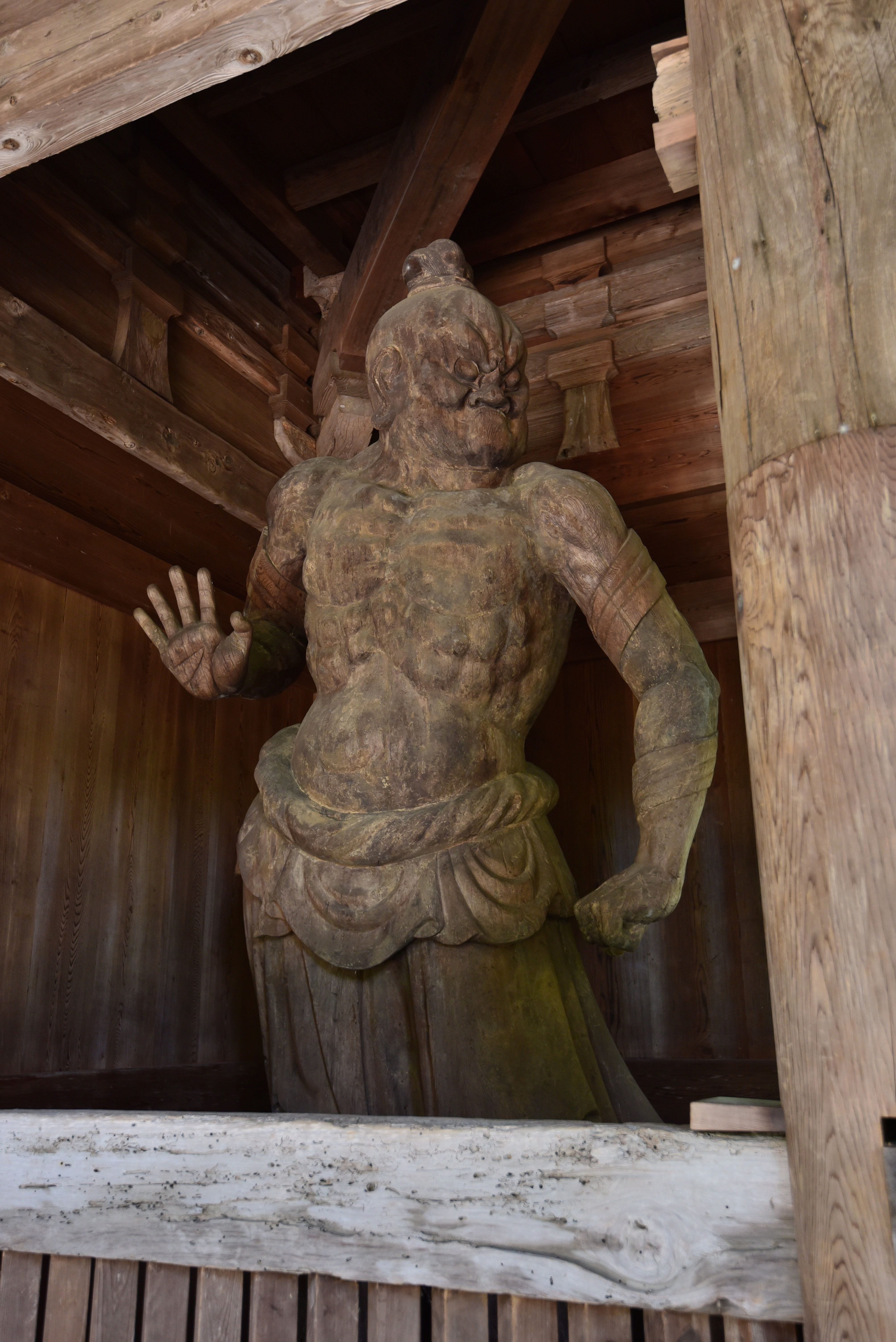
財賀寺の仁王像

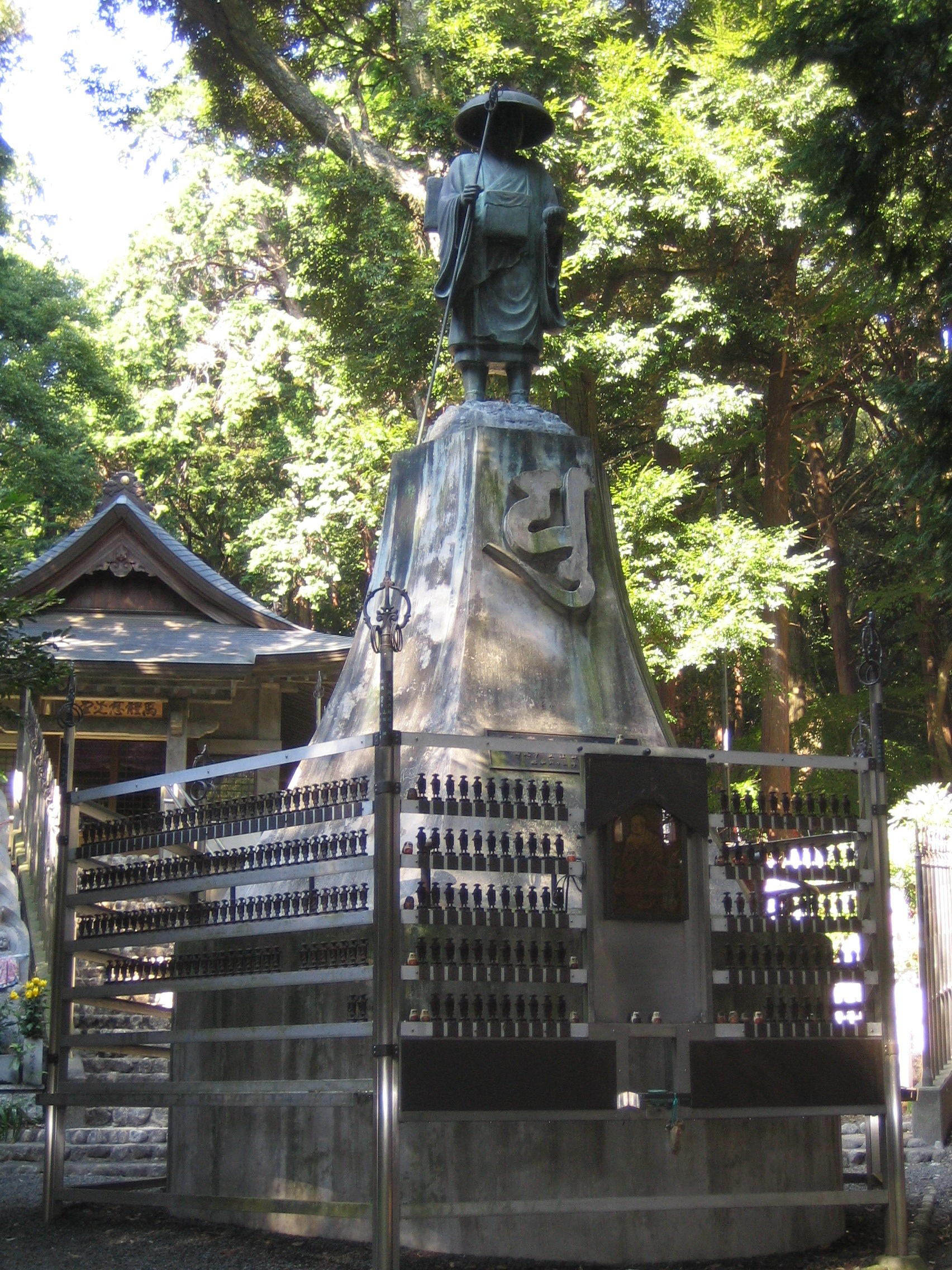
修行弘法大師像。後方は慈晃堂

### 重要文化財（国指定）
- 木造金剛力士立像（仁王像）[14]

作風、技法などから平安時代後期、11世紀頃の作と推定される。檜材の寄木造で、前後左右の4材を矧ぎ合わせて根幹部を形成し、これに両腕などに別材を矧いでいる。
向かって右の阿形（あぎょう）は高さ381 cm, 左の吽形（うんぎょう）は高さ375 cmで、東大寺南大門の像、多禰寺山門の像に次ぐ大きさである。1980年（昭和55年）6月6日、国の重要文化財に指定された。阿形像は1982年から、吽形像は1983年から、それぞれ修理が行われた。
- 仁王門[15]

前述の木造金剛力士像を安置する。室町時代の建立と推定されている。軒の形式から見て、当初楼門（2階建て門）として計画されたものの2階部分が造られなかったものと思われる。1990年（平成2年）3月19日、国の重要文化財に指定。老朽化が激しくなったため、1996年（平成8年）10月1日から丸2年かけて解体修理が行われた。修理は1998年（平成10年）9月30日に終了し、同年10月10日、修復完了を記念して横綱貴乃花の土俵入りが奉納された。
- 本堂内厨子[15]

本尊を安置する禅宗様厨子で、本堂より古い室町時代の作。墨書から文明15年（1483年）の造営であることがわかる。1990年3月19日に国の重要文化財に指定された。

### 愛知県指定文化財
- 木造阿弥陀如来坐像[16]

像高88.6ｃｍ、桧材、寄木造、彫眼、漆箔。定印の坐像で、もと千両にあった極楽寺の本尊といわれる。定朝風の作例で、肉髻がやや高く、螺髪も細かく、平安時代ごろの作と考えられる。現在は豊川市の桜ヶ丘ミュージアムに寄託され、常設展示されている。
- 木造宝冠阿弥陀如来坐像[17]

像高92.4cm、桧材、寄木造、彫眼、漆箔。衣を通肩（両肩を覆う）に着け、頭上に宝冠を飾る宝冠阿弥陀とよばれる形式で、印相も当初は弥陀の定印（じょういん）を結んでいたはずである。天台宗常行三昧堂の本尊形式である。本堂内陣に安置。

### 豊川市指定文化財
- 不動明王三尊画像[18]
- 不動明王画像[18]
- 木造地蔵菩薩立像[18]

文殊堂安置
- 木造五大明王像[18]

文殊堂安置
- 木造観音二十八部衆像[18]

本尊千手観音の眷属である。2024年に財賀寺が寺伝による開創から1300年を迎えるにあたって、京都の美術院国宝修理所で順次修理されている。この修理の過程で二十八部衆ではなく三十三応現身像という別の群像である可能性が指摘されている。
- 今川義元安堵状：白山先達[18]
- 今川義元安堵状：寺領安堵[18]
- 今川義元安堵状[18]
- 今川氏真安堵状：永禄3年[18]
- 今川氏真安堵状：永禄4年[18]

### 豊川市指定天然記念物
- 財賀寺のヒメハルゼミと生息地[18]
- 財賀寺のツガ[18]

なお、財賀寺境内林は2018年、文化庁により「ふるさと文化財の森」に設定された。

### 登録有形文化財（建造物）
- 本堂[22]

江戸時代末期、1823年（文政6年）の建立。本尊の千手観音菩薩立像（秘仏）及び御前立を祀り、両脇に眷属である二十八部衆像を14体ずつ安置している。山中の伽藍上段に建つ五間堂で、前側梁間二間を外陣、後半を内陣と両脇陣、後陣とする。外陣は、桁行の三間梁で天井を支持する、当地方に散見される架構をもつ。
- 三十三観音堂[23]

本堂の南東に西面して建つ。桁行三間梁間二間の切妻造平入で、正面中央間は実長二間と広くとって差鴨居を入れる。堂内は間仕切のない一室で、中央に框を入れて奥一間に仏壇を造作し、西国三十三所の観音像(石仏)を祀る。江戸後期に当地で流行した観音霊場巡礼を反映する。
- 文殊堂[24]

伽藍中段に南面して建つ。入母屋造妻入で、正面に向拝を設ける。大江定基念持仏と伝わる秘仏文殊菩薩のほか、いずれも市指定文化財の木造地蔵菩薩立像、木造五大明王像を安置し、護摩祈祷が行われる。
- 八所神社本殿[25]

財賀寺本堂後方の石段上に境内を開く。一間社流造、こけら葺の社殿で、基壇上に建つ。
- 八所神社拝殿[26]

桁行三間梁間二間、入母屋造桟瓦葺。本殿とともに神仏習合の名残を伝える。

## 年間行事
御田植祭
毎年1月3日に本堂にて開催。原則として11人、最少で7人の男子（地元住民）が歌いながら田植えの様子を演じて豊作を祈願する。1965年7月1日、豊川市無形民俗文化財に指定。
智恵文殊まつり
毎年3月最終日曜日に開催。文殊護摩大祈祷、稚児練供養、大筆書き大会などが行われ、参詣客で賑わう。
大財栄講
毎年5月3日、本堂にて法要、内陣開放。
万灯会
毎年8月13日、本堂内陣開放。高野山奥の院の消えずの灯明をお盆用に授ける。
施餓鬼供養会
毎年8月15日、本堂内陣開放。
秋の大法要
毎年11月3日、本堂内陣開放。
文殊菩薩月例祭
毎月25日（3月のみ最終日曜日）。文殊堂にて護摩祈祷。

## 年表
- 724年：寺伝による創立年（『三河国陀羅尼山略縁起』、以下『縁起』と略）。
- 813年：空海が「陀羅尼山蘇悉地院財賀寺」として中興（『縁起』）。
- 12世紀前半：現存の金剛力士立像造営。
- 1192年：源頼朝が「今宮」に堂于を移す（『縁起』）。
- 1194年 - 1199年：三河守護安達盛長、三河七御堂を再興。財賀寺観音堂を建立（『三河国刪補松』）。
- 1225年：滝山寺（岡崎市）の本堂落成供養に財賀寺大音坊が参列（『滝山寺縁起』）。
- 1264年：誉田八幡宮所蔵、足利尊氏奉納の笙の竹に「三州財賀寺」と記載。
- 1380年：白鳥神社所蔵大般若経識語に「財賀寺東谷得明坊」とあり。
- 1387年：「山門惠光院末寺三河國財賀寺」との記載があり、天台宗に属す（『葛川惠光院文書』）。
- 1395年：石巻神社大般若経識語に「財賀寺西谷慈親坊」。
- 1394年 - 1428年：兵火により二十余の院を残し一山焼失（『縁起』）。
- 1471年：八所権現草創（願主牧野古伯、導師財賀寺住持幸辨（以下、煩雑な為出典は公式サイトの年表を参照））。
- 1472年：堂地を「今宮」から現在地に移す。
- 1483年：牧野守成らにより本堂内厨子（現存）建立。この頃、現存の仁王門建立。
- 1495年：財賀寺奥院建立。
- 1550年：今川義元、牛久保領内の白山先達職を財賀寺真如坊に安堵。
- 1603年：徳川家康から朱印状が与えられる。石高161石6斗。
- 1681年：「寺院焼失、以来仮小屋掛」の状態に。
- 1719年：諸堂、諸仏の損壊が甚しいので、再興したいと寺社奉行に届け出。
- 1724年：財賀寺住僧如海、八所神社を造営（現存の本殿）。
- 1736年：弘法大師像（又は像を据える礼盤）造立。
- 1776年：財賀寺僧昶如、力寿碑を建立。
- 1781年：弁才天社上葺、遷宮。
- 1789年：文殊堂再建。
- 1792年：本尊開帳。
- 1800年：『縁起』成立。三十三観音堂建立。
- 1808年：大風により本堂破損。
- 1811年：本堂再建釿始。
- 1814年：八所大権現遷宮上葺。
- 1823年：本堂上棟。
- 1826年：八所権現拝殿再建（現存の拝殿）。
- 1841年：庫裏台所から火災発生。書院、護摩堂、土蔵など消失。
- 1859年：護摩堂（文殊堂）再建。
- 1871年：寺社領上知令（1875年にも）。
- 1924年：本尊開帳（甲子の年に恒例化）。
- 1928年：本堂修繕、仁王門の屋根も鉄板で葺替え。
- 1960年：鐘楼堂再建。
- 1965年7月1日：お田植祭が豊川市無形民俗文化財に指定。
- 1980年6月6日：金剛力士立像が重要文化財に指定。
- 1984年：本尊開帳（9月23日～10月14日）。
- 1985年：金剛力士立像修復完了。
- 1990年3月19日：仁王門、本堂内厨子が国の重要文化財に指定。
- 1991年9月11日：木造観音二十八部衆を豊川市指定有形文化財に指定。
- 1996年
  - 3月18日：木造宝冠阿弥陀如来坐像が愛知県指定有形文化財に指定される。
  - 10月1日：仁王門修復（ - 1998年）。
- 1998年
  - 9月30日：仁王門修復終了。
  - 10月10日：横綱貴乃花、土俵入りを奉納。
- 2014年：本堂、三十三観音堂、文殊堂など国の登録有形文化財に登録。
- 2024年10月12日〜11月4日：開創1300年を記念して秘仏本尊千手観音並びに文殊菩薩像を御開帳。

## 所在地
- 住所：〒442-0861・愛知県豊川市財賀町観音山3

## アクセス
- 名鉄名古屋本線 伊奈駅または豊川線 諏訪町駅から豊川市コミュニティバスゆうあいの里小坂井線「ゆうあいの里」下車、徒歩で約40分。